# Robert Gilruth
Robert Rowe Gilruth (Nashwauk, 8 de outubro de 1913 - Charlottesville, 17 de agosto de 2000) foi um engenheiro aeroespacial norte-americano e um pioneiro da aviação / espaço que foi o primeiro diretor da Manned Spacecraft Centro da NASA, mais tarde rebatizado de Johnson Space Center.
Ele trabalhou para o National Advisory Committee for Aeronautics (NACA) de 1937 a 1958 e sua sucessora NASA, até sua aposentadoria em 1973. Ele esteve envolvido com as primeiras pesquisas em voo supersônico e aeronaves movidas a foguete, e depois com o programa de espacial tripulado dos Estados Unidos, incluindo os programas Mercury, Gemini e Apollo.

## Carreira de teste de voo
Em janeiro de 1937, Gilruth foi contratado no Langley Memorial Aeronautical Laboratory da NACA, onde realizou pesquisas de voo. Sua pesquisa levou ao Relatório R755 da NACA, Requisitos para Qualidades de Voo Satisfatórias de um Avião, publicado em 1941, no qual ele definiu um conjunto de requisitos para as características de manuseio de uma aeronave. Até este ponto, não existia nenhum conjunto de diretrizes para pilotos e projetistas de aeronaves.
Gilruth também foi o pioneiro no registro de dados de instrumentos durante o teste de voo, para serem posteriormente correlacionados com a experiência do piloto. Isso viria a se tornar o procedimento operacional padrão.

## Carreira na NASA
Gilruth estava trabalhando em foguetes de mísseis hipersônicos como diretor assistente da Divisão de Pesquisa de Aeronaves Pilotless da NACA. Ele e sua equipe pressionaram seus superiores a perseguir um programa para lançar satélites ao espaço, mas ele foi rejeitado pelos administradores.
Em 1961, quando o presidente John F. Kennedy anunciou que a América colocaria um homem na Lua antes do final da década (década de 1960), Gilruth estava "horrorizado" e inseguro de que tal objetivo pudesse ser alcançado. Ele foi parte integrante da criação do programa Gemini, que defendeu como um meio para a NASA aprender mais sobre como operar no espaço antes de tentar um pouso lunar.
Logo o programa Apollo nasceu, e Gilruth foi nomeado chefe do centro da NASA que o administrava, o novo Manned Spacecraft Center (MSC) (agora o Johnson Space Center). Gilruth foi empossado no Hall da Fama Espacial Nacional em 1969 e atuou como diretor do MSC até sua aposentadoria em 1972.

### Morte
Em 2000, Gilruth morreu em Charlottesville, Virginia, aos 86 anos.  Ele foi cremado, mas sua disposição é desconhecida.